# الیبریوس
اُلیبریوس با نام کامل آنیسیوس اولیبریوس (به لاتین: Anicius Olybrius) امپراتوری دست‌نشانده در روم غربی بود که در ۴۷۲ به قدرت رسید و تنها چند ماه پس از آن در همان سال درگذشت.

## زندگینامه

### سال‌های آغازین
اولیبریوس پیش از رسیدن به مقام امپراتوری سناتوری ثروتمند از خاندان ممتاز آنیچی بود که در حدود سال ۴۵۴ با پلاسیدیا، دختر کوچک امپراتور والنتینیان سوم ازدواج کرد. هدف امپراتور از این ازدواج ایجاد نزدیکی و اتحاد با طبقهٔ اشرافی سناتوری ایتالیا بود تا بدین وسیله بر قدرت خود بیفزاید. اما والنتینیان در ۴۵۵ به قتل رسید و پترونیوس ماکسیموس خود را امپراتور جدید روم باختری خواند. دو ماه بعد وندال‌ها به سرکردگی گایسریک به رم حمله کردند. پترونیوس هنگام فرار به دست مردم خشمگین کشته شد و وندال‌ها شهر را غارت کردند. آنها ملکه اودوکسیا، بیوهٔ والنتینیان و دخترانش پلاسیدیا (همسر الیبریوس) و اودوسیا را با خود به کارتاژ بردند و درآنجا اودوسیا با هونریک، پسر گایسریک ازدواج کرد. الیبریوس در آن زمان در قسطنطنیه بود و از این حمله دور ماند.

### رسیدن به امپراتوری
در ۴۶۵ لیبیوس سوروس، امپراتور وقت روم غربی درگذشت و گایسریک، به امید افزایش نفوذش در روم باختری الیبریوس را که ارتباط نزدیکی با دربار وندال‌ها داشت برای جانشینی لیبیوس پیشنهاد داد. این موضوع سبب شد تا لئوی یکم، امپراتور روم شرقی نیز که در فکر حمله به وندال‌های شمال آفریقا بود از طرف خود آنتمیوس را برای این مقام معرفی نماید.
آنتمیوس در ۴۶۷ به امپراتوری رسید و مورد پذیرش ریکیمر ــ فرماندهٔ قدرتمندی که بر امپراتور روم غربی نفوذ داشت ــ قرار گرفت. با این وجود شکست‌های سنگین او در مبارزه علیه وندال‌ها و ویزیگوت‌ها باعث بروز درگیری بین او و ریکیمر شد. لئوی یکم به منظور آشتی دادن دو طرف، الیبریوس را به ایتالیا فرستاد.
الیبریوس در اوایل ۴۷۲ به ایتالیا رسید و متوجه شد که ریکیمر رم را به قصد نابودی آنتمیوس به محاصرهٔ خود درآورده است و امکان بهبود روابط دو طرف وجود ندارد. با این حال ریکیمر از آمدن الیبریوس به ایتالیا استقبال کرد چون او را جانشینی معتبر برای حریفش آنتمیوس می‌دید و او را در آوریل همان سال به مقام امپراتوری روم غربی منصوب کرد. این موضوع باعث نگرانی لئوی یکم شد چون به قدرت رسیدن کسی که دوستی نزدیکی با وندال‌ها داشت را خطری جدی برای روم شرقی می‌دانست، به همین سبب پنهانی نامه‌ای به آنتمیوس فرستاد و در آن او را ترغیب به کشتن الیبریوس کرد. اما دیری نپایید که رم سقوط کرد و آنتمیوس از قدرت خلع و در ژوئیهٔ ۴۷۲ گردن زده شد. الیبریوس بر تخت پادشاه ی نشست اما هرگز از سوی لئوی یکم به رسمیت شناخته نشد.

### مرگ
ریکیمر ۴۰ روز پس از فتح رم در اوت ۴۷۲ درگذشت و خواهرزاده‌اش گوندوباد به عنوان «ارشد سربازان» جانشین او شد. عمر حکومت الیبریوس نیز چندان طولانی نبود و بر اثر ابتلا به بیماری  در اکتبر یا نوامبر همان سال درگذشت. بدین ترتیب الیبریوس در مقایسه با دیگر امپراتوران دست‌نشاندهٔ ریکیمر کوتاه‌ترین مدت فرمانروایی را داشت.